# Битюмазаля, Натан
Ната́н Жюлье́н Битюмазаля́ (фр. Nathan Julien Bitumazala; родился 10 декабря 2002, Фонтенбло, Франция) — французский футболист конголезского происхождения, полузащитник бельгийского клуба «Эйпен».

## Клубная карьера
Битюмазаля воспитанник французской академии «Савиньи-ле-Темпл». В 2015 году присоединился к академии «Пари-Сен-Жермен».
3 сентября 2020 года Битюмазаля подписал контракт с «Пари-Сен-Жермен» до конца июня 2023 года. 11 сентября 2021 года Натан дебютировал за основную команду «Пари Сен-Жермен» в матче чемпионата Франции против «Клермона», выйдя на замену на 80 минуте вместо Преснеля Кимпембе.
17 августа 2022 года перешёл в бельгийский клуб «Эйпен» и подписал контракт до 2026 года.

## Достижения
«Пари Сен-Жермен»
- Чемпион Франции: 2021/22